# Parasphenella forchhammeri
Parasphenella forchhammeri is een rechtvleugelig insect uit de familie Pyrgomorphidae. De wetenschappelijke naam van deze soort is voor het eerst geldig gepubliceerd in 1984 door Johnsen & Kevan.